# City Records
 (транскр.  Сити рекордс) српска је дискографска кућа чији је власник Pink Media Group. Седиште се налази у Београду. Представља дом неких од најтиражнијих балканских поп извођача. Поред музичких издања, бави се и дистрибуцијом DVD издања, тако и музике и образовних програма за децу.

## Историја
Издавачка кућа City Records основана је 1997. године, чији је власник Жељко Митровић, оснивач и власник Pink Media Group. Убрзо након оснивања, City Records постаје једна од најзначајнијих издавачких кућа у Србији. Чланови куће City Records представљају неке од најзначајнијих певача поп и рок музике у региону.
City Records, поред већ познатих музичких звезда, нуди прилику анонимним талентима да постану славни. Организује музичка такмичења, као што су Пинкове звезде и Пинкове звездице, које у циљу имају проналазак новог музичког талента који би потписао уговор са овом издавачком кућом.
Поред музике, City Records се такође бави издавањем ДВД производњом телевизијских серија и филмова, углавном у продукцији Pink International Company.

## Певачи
Неки од певача који тренутно раде или су некада радили за Сити рекордс:
- Александра Радовић
- Алка Вуица
- Амадеус бенд
- Ана Николић
- Аца Лукас
- Бијело дугме
- Бобан Рајовић
- Бојан Бјелић
- Борис Новковић
- Драгана Мирковић
- Дино Мерлин
- Дара Бубамара
- Данијела
- Ђогани
- Елла Б
- Емина Јаховић
- Фламингоси
- Funky G
- Гога Секулић
- Ивана Бркић
- Јами
- Јеллена
- Јелена Карлеуша
- Јелена Мркић
- Јелена Розга
- Јелена Томашевић
- Кемал Монтено
- Кнез
- Лана
- Лео
- Оливер Драгојевић
- Рибља чорба
- Милиграм
- Џенан Лончаревић
- Магазин
- Марија Шерифовић
- Марина Перазић
- Мишо Ковач
- Наташа Беквалац
- ОК бенд
- Магнифицо
- Романа
- Саша Ковачевић
- Светлана Цеца Ражнатовић
- Селма Бајрами
- Сергеј Ћетковић
- Северина Вучковић
- Сека Алексић
- Ша-ила
- Слађа Делибашић
- Тони Цетински
- Тијана Тодевска-Дапчевић
- Твинс
- Валентино
- Весна Писаровић
- Вики Миљковић
- Жељко Јоксимовић
- Жељко Самарџић
- Прслук бенд
- Тоше Проески
- Милан Станковић
- Маја Беровић
- Зана
- Зорица Брунцлик
- Здравко Чолић
- Тропико бенд
- Trik FX
- Лексингтон бенд

## Тиражи музичких издања
По подацима Народне библиотеке Србије за цд издања
- Деценија (2001) (Цеца) - 550 хиљада примерака, заједничко издање са Гранд продакшн
- Тоше Проески (2007) - 100 хиљада примерака
- JK Revolution (2008) (Јелена Карлеуша) - 250 хиљада примерака (три издања, два по 100 и једно од 50 хиљада)
- Жар-птица  (2009) (Александра Радовић) - 100 хиљада примерака (два издања)
- Никад не плачем (2009) (Немања Стевановић) - 50 хиљада примерака
- Platinum Collection (2010/2013) (Александра Радовић) - 150 хиљада (три издања)
- Не ваљам (2010) (Наташа Беквалац) - 100 хиљада примерака (два издања)
- Орнамент (2010) (Саша Ковачевић) - 100 хиљада примерака (два издања)
- Mafia caffé (2010) (Ана Николић) - 100 хиљада примерака (два издања)
- Дива (албум) (2012) (Јелена Карлеуша) - 50 хиљада примерака
- Supreme collection (2012) (Данијел Ђокић) - 50 хиљада примерака
- Пожели ме у поноћ (2012) (Данијела Вранић) - 50 хиљада примерака
- Прва резерва (2013) (Бојан Бјелић) - 10 хиљада примерака
- Delete (2013) (Дара Бубамара) - 100 хиљада примерака (два издања)
- Милан (2015) (Милан Станковић) - 50 хиљада примерака
- Биографија (2017) (Дара Бубамара) - 50 хиљада примерака

## Видео-издања

### Цртани филмови
- Повратак на чаробну планету Гаја
- Дигимони
- Нилсове чаробне авантуре
- Технотајз: Едит и ја

### ТВ серије
- Љубав, навика, паника
- Љубав и мржња
- Агенција за СИС
- Сељаци
- Сва та равница
- М(ј)ешовити брак
- Између љубави и мржње
- Шовинистичка фарса
- Друга жена
- Маћеха

### Филмови
- Три
- Не верујем да си то ти
- Нисмо више клинке
- Еметов белег
- Екстремисти
- У заклон
- Између чекића и наковња
- Шарлот Греј
- Александар
- Трагови на души
- Смарагдни град
- Између чекића и наковања
- Као Јулија
- Вечни сјај беспрекорног ума
- Јулије Цезар
- Господин и госпођа Смит
- Пут око света за 80 дана
- Град духова
- Повратни удар
- Љубавна прича о Бобију Лонгу
- Млетачки трговац
- Само за твоје уши
- Партнери у злочину
- Џорџ и змај
- Зебра тркачица
- Шака Зулу